# Hans Ficker
Hans Gerhard Ficker (* 20. Juli 1897 in Straßburg; † 2. Februar 1968 in Mainz) war ein deutscher Jurist und Rechtswissenschaftler. 

## Leben
Hans Ficker, Sohn den Kirchenhistorikers Johannes Ficker, war Soldat im Ersten Weltkrieg und nach Verwundung schwer kriegsbeschädigt. Er studierte Geschichte, Philosophie sowie Rechtswissenschaft an den 	Universitäten in Straßburg, Freiburg im Breisgau, Heidelberg, München und Halle-Wittenberg. 1925 wurde er mit der Dissertation Vertragliche Beziehungen zwischen Gesamtstaat und Einzelstaat im Deutschen Reich an der Martin-Luther-Universität Halle-Wittenberg bei Max Fleischmann zum Doktor der Rechte promoviert.
Von 1927 bis 1939 arbeitete er im Reichsjustizministerium. Unter Fleischmann als Generalsekretär war er von 1930 bis 1934 Untergeneralsekretär des Völkerbundinstituts zur Vereinheitlichung des Privatrechts in Rom. 1937 wurde er Referent für bürgerliches Recht und internationales Privatrecht. Von 1939 bis 1945 war er Reichskabinettsrat in der Reichskanzlei. Ficker war Mitglied der NSDAP. Seine Kommentierung zum Eherecht enthielt nationalsozialistisches Gedankengut.
1952 habilitierte er sich an der Universität Mainz mit der Habilitationsschrift Grundfragen des deutschen interlokalen Rechts. Dort wurde er Extraordinarius und 1955 Ordinarius und Professor für Bürgerliches Recht, Internationales Privatrecht und Rechtsvergleichung. 1959/60 war er Dekan der Rechts- und Wirtschaftswissenschaftliche Fakultät. 1965 wurde er emeritiert.

## Ehrungen
- Verdienstorden der Bundesrepublik Deutschland (Großes Verdienstkreuz; 1967)

## Veröffentlichungen (Auswahl)
- Vertragliche Beziehungen zwischen Gesamtstaat und Einzelstaat im Deutschen Reich. Dissertation Universität Halle 1925 (= Abhandlungen aus dem Staats- und Verwaltungsrecht mit Einschluß des Kolonialrechts und des Völkerrechts. Heft 38, Breslau 1926.)
- Der Standesbeamte im deutschen Recht. (= Kleine Fachbibliothek des Standesbeamten. Band 3.) Frankfurt a. M. 1949.
- Das Recht des bürgerlichen Namens. (= Kleine Fachbibliothek für Verwaltung und Recht. Band 4. = Kleine Fachbibliothek des Standesbeamten. Band 8.) Frankfurt a. M. 1950.
- Öffentliches Namensrecht. (= Kleine Fachbibliothek des Standesbeamten. Band 8A.) Frankfurt am Main 1952.
- Grundfragen des deutschen interlokalen Rechts. (= Beiträge zum ausländischen und internationalen Privatrecht. Band 22.) Berlin, Tübingen 1952. Reprint Berlin/Boston 2017.
- Zur internationalen Gesetzgebung. Tübingen 1963.